# Милорадович Андрій Степанович
Милорадович Андрій Степанович (* 1726, Пізники, Чорнухинська сотня, Лубенський полк — † 13 травня 1796, Чернігів) — військовий та державний діяч Гетьманщини та Російської імперії, член Другої Малоросійської колегії (1777—1781), чернігівський намісник (1782—1796). Батько Михайла Милорадовича, убитого на Сенатській площі 1825. 

## З життєпису
Навчався у Київській академії. Був бунчуковим товаришем, згодом генерал-поручником російської армії.
Учасник Семилітньої війни 1756⁣—⁣1763, російсько-турецької війни 1768—1774.
З 1779 — малоросійський губернатор.
1779⁣—⁣1781 — керував складанням опису Лівобережної України.
Одружений з Марією Андріївною Горленко. Діти: дочка Марія (пом. 1851), одружена з Миколою Михайловичем Стороженком, Чернігівським губернським предводителем дворянства, і син Михайло Андрійович Милорадович.